# Tomosvaryella geniculata
Tomosvaryella geniculata – gatunek muchówki z podrzędu krótkoczułkich i rodziny Pipunculidae.
Gatunek ten opisany został w 1824 roku przez Johanna Wilhelma Meigena jako Pipunculus geniculata.
Muchówka o ciele długości od 2,5 do 3,5 mm. U samców brzegi oczu złożonych stykają się na czole na długim odcinku. Górna część czoła samic jest nieopylona, połyskująca. Czułki są brunatne z białoszaro opylonym trzecim członem. Tułów ma barwę czarnobrunatną z brunatnym opyleniem śródplecza. Skrzydła są przezroczyste. Ubarwienie łusek tułowiowych jest białawe, zaś przezmianek brudnożółte u samic i brunatnobrązowe u samców. Odnóża czarnobrunatne z żółtymi kolanami. U samic przednia i środkowa para ud pozbawiona jest szczecinek u nasady. Czarny odwłok ma ciemne owłosienie. Samce cechuje ósmy segment odwłoka z zaokrąglonym znamieniem oraz cienkie i proste u szczytu surstyli. Samica odznacza się prostym i cienkim sztylecikiem pokładełka.
Owad w Europie znany z Hiszpanii, Wielkiej Brytanii, Szwecji, Finlandii, Francji, Belgii, Holandii, Niemiec, Szwajcarii, Austrii, Włoch, Danii, Polski, Łotwy, Czech, Słowacji, Węgier, Chorwacji, Macedonii, Bułgarii i Rumunii. Ponadto występuje we wschodniej Palearktyce, na Bliskim Wschodzie i Maderze. Owady dorosłe są aktywne od maja do września.